# Razum i bezumlje
Razum i bezumlje je prvi studijski album hrvatskog rock sastava Majke.

## Pjesme
| Br. | Skladba                                               | Trajanje |
| --- | ----------------------------------------------------- | -------- |
| 1.  | »Svaku noć i svaki dan«                               | 3:19     |
| 2.  | »Ne mogu se kontrolirati«                             | 2:49     |
| 3.  | »Ljubav ubija«                                        | 4:09     |
| 4.  | »Uzmi sve (Divlja duša)«                              | 3:26     |
| 5.  | »Nikada te neću zaboraviti«                           | 6:17     |
| 6.  | »Novi dani«                                           | 3:42     |
| 7.  | »Lutak iskrivljenog lica«                             | 3:54     |
| 8.  | »Zaboravi«                                            | 4:07     |
| 9.  | »Zbunjen i ošamućen«                                  | 2:54     |
| 10. | »Putujem«                                             | 2:27     |
| 11. | »Iz sve snage«                                        | 2:36     |
| 12. | »Nema načina« (dodatna pjesma na CD izdanju iz 1997.) | 5:16     |

## Postava
- Goran Bare - vokal
- Željko Mikulić-Korozija - bubnjevi
- Ivica Duspara - gitara
- Nedjeljko Ivković-Kilmister - bas-gitara
- Ivan Dujmić - gitara